# Jaculus blanfordi
Jaculus blanfordi là một loài động vật có vú trong họ Dipodidae, bộ Gặm nhấm. Loài này được Murray mô tả năm 1884.